# 남부운수
남부운수(南部運輸)는 서울특별시 금천구의 옛 시내버스 회사였고, 본사 및 차고지는 서울특별시 금천구 독산동 1001번지에 위치해 있었다. 본사 및 차고지는 현재 범일운수 독산동영업소이다.

## 주요 연혁
- 1965년: 서울특별시 성동구 옥수동 산5번지에서 대일교통(大一交通)이라는 상호로 회사 설립
- 1970년: 대일교통에서 삼진교통(三進交通)으로 상호를 변경하였다.
- 1975년: 삼진교통에서 남부운수(南部運輸)로 상호를 변경하였다.
- 1988년: 신길운수와 공동배차하던 좌석버스 62번(현 간선버스 673번)을 공동배차에서 철수와 함께 공동배차분을 신길운수에 매각하였다.
- 2000년 1월: 부실경영으로 서울특별시의 명령에 의해 강제퇴출되면서 폐업하였다. 동시에 도시형버스 70번(현 지선버스 7611번), 76번(현 지선버스 5617번, 간선버스 500번), 753번 등은 범일운수가 승계하여 운행개시하였고, 남부운수 본사 및 차고지는 범일운수 독산동영업소로 재편되었다.

## 과거 운행 노선
도시형버스
- 70번: 소하동 ↔ 신촌 《현 지선버스 7611번》
- 76번: 독산동 ↔ 옥수동 《현 지선버스 5617번, 간선버스 500번》

좌석버스
- 62번: 신월동 ↔ 시청《현 간선버스 673번》
- 753번: 시흥동 ↔ 미도파